# アスク (潜水艦)
アスク (HMS Usk) はイギリス海軍の潜水艦。U級の第2グループ。

## 艦歴
バロー＝イン＝ファーネスのヴィッカース・アームストロング社で建造。1939年11月6日起工。1940年6月7日進水。1940年10月11日就役。
「アスク」は1941年1月17日にマルタに到着したが、その航海はひどいものであった。予備潤滑油タンクに炭化珪素の粉末が入れられるというサボタージュのため、「アスク」はディーゼルエンジン1基の5つのシリンダーのみでマルタにたどり着いた。
4月19日、「アスク」はゴドフリー・ダーリング大尉の指揮でマルタから出撃しシチリア島Marittimo岬沖へ向かった。4月25日、「アクス」から激しい対潜活動の為ボン岬へ移動するとの連絡が届いた。「アクス」はセイリエント作戦の部隊のシチリア海峡通過予定時刻までは北緯38度以北に留まり、それから北緯37度東経11度へ移動するよう命じられた。5月3日に帰投するよう指示されたが「アスク」は帰投せず、位置を知らせよとの命令にも応答は無かった。「アスク」は4月25日以降にボン岬付近で触雷したものと思われる。